# Ryszard Gniazdowski
Ryszard Gniazdowski (ur. 21 czerwca 1935 w Wilnie, zm. 22 listopada 2016 w Bydgoszczy) – polski specjalista w dziedzinie otolaryngologii, alergologii i organizacji ochrony zdrowia, profesor Collegium Medicum UMK.

## Życiorys
Syn Stanisława i Józefy. Ukończył studia na Wydziale Lekarskim Akademii Medycznej w Warszawie (1959) oraz na Wydziale Prawa i Administracji Uniwersytetu im. Adama Mickiewicza w Poznaniu (1972). Od 1960 pracował w bydgoskiej służbie zdrowia jako otolaryngolog, a w latach 1968–1972 kierował Wydziałem Zdrowia i Opieki Społecznej Prezydium Miejskiej Rady Narodowej w Bydgoszczy. Od 1973 był starszym asystentem (potem adiunktem) w Zespole Nauczania Klinicznego w Bydgoszczy Akademii Medycznej w Gdańsku. W 1975 na Akademii Medycznej w Warszawie uzyskał doktorat z nauk medycznych. Pozostawał związany z kształceniem lekarzy w Bydgoszczy także po kolejnych przekształceniach organizacyjnych: w ramach Filii Akademii Medycznej w Gdańsku (od 1975), na Akademii Medycznej w Bydgoszczy (Katedra i Klinika Alergologii), wreszcie na Wydziale Nauk o Zdrowiu Collegium Medicum im. Ludwika Rydygiera w Bydgoszczy Uniwersytetu Mikołaja Kopernika w Toruniu (kierownik i profesor Katedry i Zakładu Pielęgniarstwa Społecznego). Habilitował się w 1986 w Centrum Medycznym Kształcenia Podyplomowego w Warszawie.
W 1987 został pełnomocnikiem wojewody bydgoskiego ds. powołania i organizacji Szpitala XXX-lecia w Bydgoszczy (późniejszy Szpital Uniwersytecki nr 2 im. dr. J. Biziela), pełnił też funkcję dyrektora tego szpitala. Był członkiem i aktywnym działaczem szeregu towarzystw lekarskich: Polskiego Towarzystwa Lekarskiego (m.in. sekretarz Sekcji Alergologicznej Oddziału Bydgoskiego), Polskiego Towarzystwa Alergologicznego (sekretarz Zarządu Głównego w latach 1982–1988), Polskiego Towarzystwa Immunologicznego (sekretarz Oddziału Bydgosko-Gdańskiego), Polskiego Towarzystwa Otolaryngologicznego, Polskiego Towarzystwa Planowania Rodziny (w latach 1969–1974 przewodniczył Oddziałowi Miejskiemu w Bydgoszczy).
Ogłosił ponad 130 publikacji, w tym m.in. monografię Przewlekły atopowy nieżyt nosa jako stadium wstępne choroby astmatycznej (1977).
W 2000 „za wzorowe, wyjątkowo sumienne wykonywanie obowiązków wynikających z pracy zawodowej” został odznaczony Złotym Krzyżem Zasługi.
Pogrzeb miał miejsce 26 listopada na cmentarzu przy ul. Wiślanej 20 w Bydgoszczy.